# Ceremoniële graafschappen van Engeland
De ceremoniële graafschappen van Engeland zijn de 48 gebieden die een lord-lieutenant, een vertegenwoordiger van het staatshoofd, worden toegewezen. Deze gebieden komen grotendeels overeen met de stedelijke en niet-stedelijke graafschappen zoals die in 1974 werden gedefinieerd toen het Engelse lokale bestuur werd hervormd, en die op hun beurt voortkomen uit de oude graafschappen van Engeland. 
Bij de ceremoniële graafschappen worden ook de unitary authority's gerekend, districten die voor bestuursaangelegenheden nochtans van het graafschap zijn afgesplitst. Enkele ceremoniële graafschappen bestaan zelfs volledig uit - één of meerdere - unitary authority's; in de lijst staan ze in het vet.   

## Ceremoniële graafschappen sinds 1997
Bestaande uit: nsd = niet-stedelijk district; sd = stedelijk district; bL = borough van Londen; ua = unitaire autoriteit; de ua  opgesomd.
- Bedfordshire: 3 ua: Bedford, Central Bedfordshire, Luton
- Berkshire: 6 ua: Bracknell Forest, Reading, Slough, West Berkshire, Windsor and Maidenhead, Wokingham
- Bristol: 1 ua:  Bristol, City of
- Buckinghamshire: (vanaf 01/04/2020) 2 ua: Buckinghamshire (unitary authority), Milton Keynes)
- Cambridgeshire: 5 nsd, en 1 ua: Peterborough
- Cheshire: 4 ua: Cheshire East, Cheshire West and Chester, Halton, Warrington
- City of London: 1 bL
- Cornwall: 2 ua: Cornwall, Isles of Scilly
- Cumbria: 6 nsd
- Derbyshire: 8 nsd, en 1 ua: Derby
- Devon: 8 nsd, en 2 ua: Plymouth, Torbay
- Dorset: 2 ua: Dorset, Bournemouth, Christchurch and Poole
- Durham: 4 ua: County Durham, Darlington, Hartlepool, (deel van) Stockton-on-Tees
- East Riding of Yorkshire: 2 ua: East Riding of Yorkshire, Kingston-upon-Hull
- East Sussex: 5 nsd, en 1 ua: Brighton and Hove
- Essex: 12 nsd, en 2 ua: Southend-on-Sea, Thurrock
- Gloucestershire: 6 nsd, en 1 ua: South Gloucestershire
- Greater London: 32 bL
- Greater Manchester: 10 sd
- Hampshire: 11 nsd, en 2 ua: Portsmouth, Southampton
- Herefordshire: 1 ua: Herefordshire, County of
- Hertfordshire: 10 nsd
- Isle of Wight: 1 ua: Isle of Wight
- Kent: 12 nsd, en 1 ua: Medway
- Lancashire: 12 nsd, en 2 ua: Blackburn with Darwen, Blackpool
- Leicestershire: 7 nsd, en 1 ua: Leicester
- Lincolnshire: 7 nsd, en 2 ua: North Lincolnshire, North East Lincolnshire
- Merseyside: 5 sd
- Norfolk: 7 nsd
- North Yorkshire: 7 nsd, en 3 ua: Middlesbrough, Redcar and Cleveland, York, (+rest Stockton-on-Tees)
- Northamptonshire: 7 nsd. (Vanaf 01/04/2021: 2 ua: North Northamptonshire, West Northamptonshire)
- Northumberland: 1 ua: Northumberland
- Nottinghamshire: 7 nsd
- Oxfordshire: 5 nsd
- Rutland: 1 ua: Rutland
- Shropshire: 2 ua: Shropshire, Telford and Wrekin
- Somerset: 4 nsd, en 2 ua: Bath and North East Somerset, North Somerset
- South Yorkshire: 4 sd
- Staffordshire: 8 nsd, en 1 ua: Stoke-on-Trent
- Suffolk: 5 nsd
- Surrey: 11 nsd
- Tyne and Wear: 5 sd
- Warwickshire: 5 nsd
- West Midlands: 7 sd
- West Sussex: 7 nsd
- West Yorkshire: 5 sd
- Wiltshire: 2 ua: Swindon, Wiltshire
- Worcestershire: 6 nsd

Bedfordshire · Berkshire · City of Bristol · Buckinghamshire · Cambridgeshire · Cheshire · Cornwall · Cumbria · Derbyshire · Devon · Dorset · Durham · East Riding of Yorkshire · East Sussex · Essex · Gloucestershire · Greater London · Greater Manchester · Hampshire · Herefordshire · Hertfordshire · Isle of Wight · Kent · Lancashire · Leicestershire · Lincolnshire · City of London · Merseyside · Norfolk · Northamptonshire · Northumberland · North Yorkshire · Nottinghamshire · Oxfordshire · Rutland · Shropshire · Somerset · South Yorkshire · Staffordshire · Suffolk · Surrey · Tyne and Wear · Warwickshire · West Midlands · West Sussex · West Yorkshire · Wiltshire · Worcestershire
Overig: Stedelijke en niet-stedelijke graafschappen · Traditionele graafschappen